# Ea
För andra betydelser, se EA.

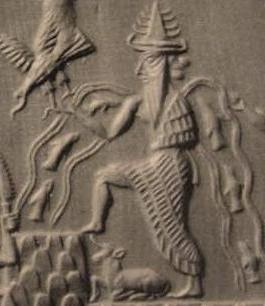

Ea (sumeriska Enki) var i Mesopotamien visdomens gud, som rådde över den tänkta sötvattenoceanen under jorden och var inblandad i skapandet av de första människorna. Ea var välvillig mot människorna men kunde ibland spela dem spratt. Hans huvudtempel låg i staden Eridu långt söderut vid Persiska viken. Han är förknippad med havsdjupet Apsu som är hans hem. Ea uppträder i talrika sumeriska myter, i regel som en gud som håller med människorna.
Senare identifierades sumerernas gud Enki med Ea. Båda förknippades med både visdom och sötvattenoceanen.